# Liophrurillus
Liophrurillus flavitarsis es una especie de araña araneomorfa de la familia Corinnidae. Es el único miembro del género monotípico Liophrurillus. Se encuentra en el sur de Europa y norte de África.